# Rypticus nigripinnis
Rypticus nigripinnis е вид бодлоперка от семейство Serranidae. Видът не е застрашен от изчезване.

## Разпространение и местообитание
Разпространен е в Гватемала, Еквадор, Колумбия, Коста Рика, Мексико, Никарагуа, Панама, Перу, Салвадор и Хондурас.
Среща се на дълбочина от 0,2 до 154 m, при температура на водата от 16,4 до 25,9 °C и соленост 33 – 35,1 ‰.

## Описание
На дължина достигат до 20,3 cm.